# Saas Balen
Saas Balen és un municipi del cantó suís del Valais, situat al districte de Visp.

## Patrimoni

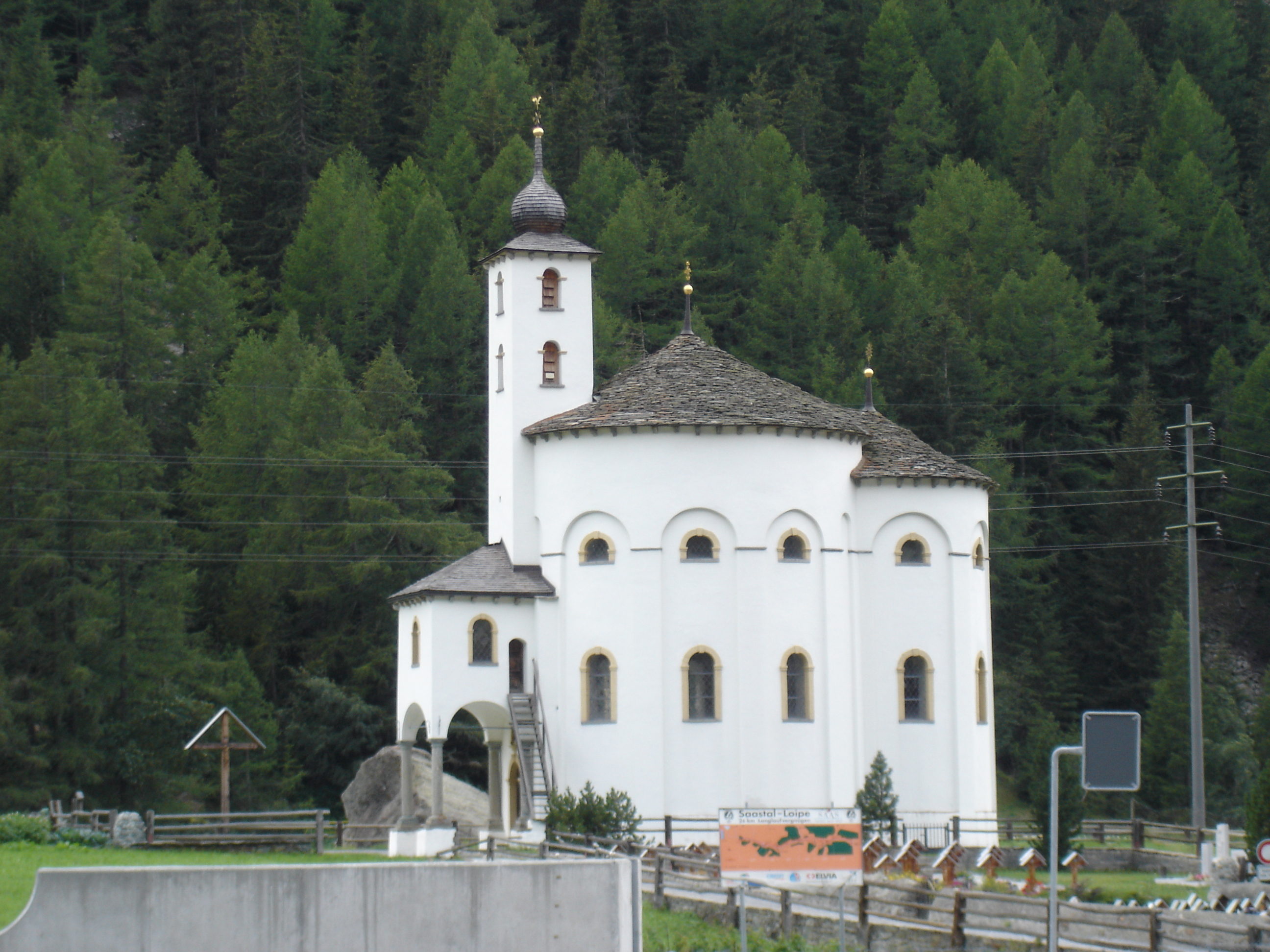
Església circular de Saas Balen

L'antiga església parroquial de l'Assumpció de la Mare de Déu (Maria Himmelfahrt) és un dels edificis barrocs més originals de Suïssa. Construït entre 1809-1812 per Johann Joseph Andenmatten, va perdre la seva funció d'església parroquial el 1958 i va ser restaurat el 1993-1994. El seu pla molt original integra dos cilindres imbricats que formen el cor i la nau. El mobiliari, en part recuperat de l'església anterior, també és notable, amb el seu altar major ricament tallat inspirat en la capella Ringacker de Leuk, amb un grup que representa l'Assumpció de Maria, els apòstols davant la tomba buida, i diversos sants, del 1744. A l'esquerra, un altar rococó amb la figura de Sant Josep, cap a 1780-1790.
La Nova església parroquial "Zum kostbaren Blut", edifici allargat erigit el 1956-1959 per l'arquitecte Max Kopp, amb murals de Werner Zurbriggen.